# Jörg Echtermann
Jörg Echtermann (* 16. Juni 1958 in Neuwied) ist ein ehemaliger deutscher Radrennfahrer. 1983 errang er das „Grüne Band“ als bester Radamateur des Bund Deutscher Radfahrer auf der Straße.

## Sportliche Laufbahn
Jörg Echtermann absolvierte eine Ausbildung zum Versicherungskaufmann. In den frühen 1970er Jahren trug er das Trikot der Nationalmannschaft, war zweimal Deutscher Meister in der Einerverfolgung, siegte bei der Amateurversion von Rund um den Henninger-Turm (1983), Rund um Köln (1982), Rund um Frankfurt (1983), Köln–Schuld–Frechen (1984) und gewann die damalige deutsche Amateurstraßenradsport-Jahreswertung Brügelmann-Champion-Wertung 1980. Ab 1984 wurde er von Klaus-Peter Thaler trainiert mit dem Ziel, sich für die Olympischen Spiele 1984 in Los Angeles zu qualifizieren, was ihm jedoch nicht gelang. 1989 wurde er nochmals deutscher Meister, im Mannschaftszeitfahren mit der RSG Wiesbaden (Mathias Egyed, Jörg Weida und Jens Zemke). 1979 konnte er mit seinem Partner Markus Bodo Zehner ein Sechstagerennen für Amateure (in München) gewinnen.
2003 errang Echtermann mit 45 Jahren den Weltmeister-Titel im Einzelzeitfahren der Masters.